# Torneo de Estrasburgo 2021
El Internationaux de Strasbourg 2021 fue un torneo profesional de tenis en canchas de arcilla. Fue la 35.ª edición del torneo que formará parte de la WTA Tour 2021. Se llevó a cabo en Estrasburgo (Francia) desde el 23 hasta 29 de mayo de 2021.

## Distribución de puntos
| Modalidad           | Campeona | Finalista | Semifinales | Cuartos de final | 2.ª ronda | 1.ª ronda | Clasificadas | 2.ª ronda de clasificación | 1.ª ronda de clasificación |
| Individual femenino | 280      | 180       | 110         | 60               | 30        | 1         | 18           | 12                         | 1                          |
| Dobles femenino     | 280      | 180       | 110         | 60               | 1         | -         | -            | -                          | -                          |

## Cabezas de serie

### Individuales femenino
| Tenista               | Ranking | Preclasificada |
| Bianca Andreescu      | 7       | 1              |
| Jessica Pegula        | 28      | 2              |
| Ekaterina Alexandrova | 34      | 3              |
| Yulia Putintseva      | 35      | 4              |
| Barbora Krejčíková    | 38      | 5              |
| Shuai Zhang           | 43      | 6              |
| Shelby Rogers         | 45      | 7              |
| Magda Linette         | 47      | 8              |

- Ranking del 18 de mayo de 2021.[2]

### Dobles femenino
| Tenista                         | Ranking | Preclasificada |
| Alexa Guarachi Desirae Krawczyk | 32      | 1              |
| Hao-Ching Chan Yung-Jan Chan    | 42      | 2              |
| Hayley Carter Luisa Stefani     | 51      | 3              |
| Yifan Xu Shuai Zhang            | 42      | 4              |

## Campeonas

### Individual femenino
Barbora Krejčíková venció a  Sorana Cîrstea por 6-3, 6-3

### Dobles femenino
Alexa Guarachi /  Desirae Krawczyk vencieron a  Makoto Ninomiya /  Zhaoxuan Yang por 6-2, 6-3